# Las Lomas, Guerrero
Las Lomas är en ort i Mexiko.   Den ligger i kommunen Coyuca de Benítez och delstaten Guerrero, i den södra delen av landet, 290 km söder om huvudstaden Mexico City. Las Lomas ligger 14 meter över havet och antalet invånare är 1 303.
Terrängen runt Las Lomas är platt åt sydväst, men åt nordost är den kuperad. Havet är nära Las Lomas åt sydväst. Runt Las Lomas är det ganska glesbefolkat, med 25 invånare per kvadratkilometer. Närmaste större samhälle är Coyuca de Benítez, 3,1 km norr om Las Lomas. Omgivningarna runt Las Lomas är en mosaik av jordbruksmark och naturlig växtlighet.